# Konvalidace
Konvalidace je právní pojem označující zhojení vady právního jednání, které by bylo díky ní jinak neplatné. Speciálně se pak používá v případě neplatnosti manželství, jestliže do doby, než soud manželství za neplatné prohlásí, odpadnou zákonné překážky jeho platnosti. Tím se manželství stane automaticky platným, tzv. „konvaliduje“. 
Obecně může ke konvalidaci manželství dojít podle § 682 občanského zákoníku v těchto případech:
1. v případě nezletilého staršího 16 let po dovršení věku 18 let,
2. u osoby, která byla omezena ve sňatečné způsobilosti, dodatečným získáním svéprávnosti v této oblasti,
3. po zániku předchozího manželství (bigamie) či registrovaného partnerství,
4. zrušením předchozího osvojení mezi manželi nebo také
5. zánikem poručenství, svěřenectví či pěstounství mezi manželi (zde však dochází ke konvalidaci automaticky uzavřením manželství).

Zvláště pak podle § 683 občanského zákoníku platí, že manželství nelze prohlásit za neplatné, pokud jej uzavře nezletilý ve věku 16–18 let bez povolení soudu nebo osoba, která má v této oblasti omezenou svéprávnost, a jestliže bylo počato dítě, které se narodí živé (nasciturus). Narození dítěte je totiž považováno za zásadní důvod pro zachování existence manželství, které zaručuje ochranu rodinnému životu.